# Мийер, Эгберт
Эгберт Мийер (нидерл. Egbert Myjer, род. 31 июля 1947) — нидерландский судья. Он работал в Европейском суде по правам человека, будучи избранным от Нидерландов, с 1 ноября 2004 года по 31 октября 2012 года. С 1 марта 2013 года он служил пять лет в качестве комиссара Международной комиссии юристов. В мае 2013 года он был назначен членом правления Международной службы по правам человека.

## Образование
Эгберт Мийер родился в Арнеме 31 июля 1947 года. Детство провёл в Гааге, где с 1959 по 1966 год посещал гимназию Колледжа Алоизиуса. С 1966 по 1972 год он изучал право в Утрехтском университете, специализация «уголовное право».

## Карьера
С 1972 по 1979 год он был ассистентом уголовного права в Лейденском университете. В 1979 году он был назначен заместителем декана Нидерландского национального учебного центра судебной власти в Зютфене. В 1981 году он был назначен судьёй окружного суда Зютфена, а с 1986 года — вице-президентом. В 1991 году он перешёл из судебной системы в прокуратуру и был назначен генеральным адвокатом в Гаагском апелляционном суде. В 1996 году он был назначен заместителем генерального прокурора (позже переименованным в главного генерального прокурора) Апелляционного суда Амстердама. В 2000 году он также был назначен экстраординарным профессором в области прав человека в Амстердамском свободном университете. С 2012 года — почётный профессор.
Мийер является одним из редакторов-основателей бюллетеня NJCM (Обзор законов о правах человека в Нидерландах) и оставался редактором с 1976 года до своего избрания в Европейский суд в 2004 году. Он написал множество статей и комментариев по прецедентной практике бывшей Европейской комиссии по правам человека и Европейского суда по правам человека. Он был членом Исполнительного комитета Международной ассоциации прокуроров (IAP) и был автором вместе с Николасом Каудери, королевским адвокатом, и Барри Хэнкоком, Руководства IAP по правам человека для прокуроров (2003), которое было переведено на французский, русский, армянский, турецкий, арабский, испанский и украинский языки. Второе английское издание появилось в 2009 году.
Вместе с Питером Кемписом он является автором поучительной сказки о Европейском суде по правам человека: «Джек и торжественное обещание» (2010 г., ISBN 978-90-5850-574-3).
С декабря 2012 года он является членом правления нидерландской секции Amnesty International и фонда Universitair Asiel Fonds. Он также является членом редакционного совета журнала Netherlands Quarterly of Human Rights (Нидерландского ежеквартального журнала по правам человека).

## Награды
Мийер стал офицером Ордена Оранских-Нассау в 2000 году и командором того же ордена в 2012 году. Награждён медалью за заслуги перед Советом Европы в 2001 году. В 2004 году награждён Почетной грамотой Международной ассоциации прокуроров. С 2011 года он является почётным членом Почётного общества Линкольнс-Инн.

## Личная жизнь
Мийер женат, у него две дочери и сын, комик Йохем Мийер.